# San Giovanni d'Asso
San Giovanni d'Asso est une frazione de Montalcino de la province de Sienne dans la région Toscane en Italie.

## Géographie
Le centre historique est bâti sur un petit rocher. Il se situe à environ 30 km au sud-est de Sienne et à environ 80 km au sud de Florence.

## Culture et patrimoine

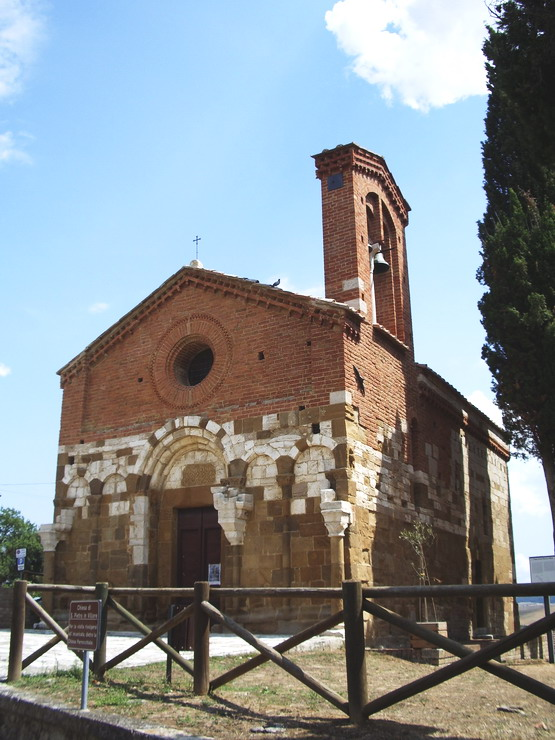
Église San Pietro

- Église San Pietro